# Saginaw Township North
Saginaw Township North é uma Região censo-designada localizada no estado americano de Michigan, no Condado de Saginaw.

## Demografia
Segundo o censo americano de 2000, a sua população era de 24.994 habitantes.

## Geografia
De acordo com o United States Census Bureau tem uma área de
35,0 km², dos quais 35,0 km² cobertos por terra e 0,0 km² cobertos por água.

## Localidades na vizinhança
O diagrama seguinte representa as localidades num raio de 8 km ao redor de Saginaw Township North.